# Barbara Glück

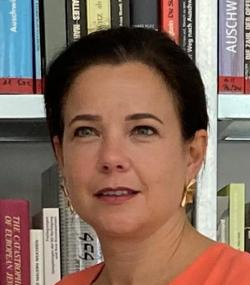
Barbara Glück (2024)

Barbara Glück, geborene Barbara Schätz, (* 1978 in Wien) ist eine österreichische Geschichtswissenschaftlerin. Sie ist Leiterin der KZ-Gedenkstätte Mauthausen.

## Leben
Barbara Glück wurde 2002 in Geschichts- und 2003 in Politikwissenschaften an der Universität Wien promoviert.
Sie arbeitete als Lehrerin, bevor sie 2005 die Leitung der für die Gedenkstätte Mauthausen/Gusen und alle Nebenlager zuständige Abteilung im österreichischen Bundesministerium für Inneres übernahm. Ab 2008 war sie verantwortlich für den Umbau und die didaktische Neugestaltung der Gedenkstätte mit der Dauerausstellung „Das Konzentrationslager Mauthausen 1938–1945“, die 2013 eröffnet wurde. Die zweite, in einem neuen Gedenkraum eingerichtete Dauerausstellung Raum der Namen würdigt erstmals die Individualität aller Opfer, auch jener, die bisher an keinem anderen Gedenkort berücksichtigt wurden.
Für ihr Biografie-Projekt über frühere Gefangene von Mauthausen erhielt sie 2014 vom Holocaust Memorial Museum ein Ben and Zelda Cohen Fellowship Forschungsstipendium.
Sie ist seit 2008 Mitglied der österreichischen Delegation in der Task Force für Internationale Kooperation bei Holocaust-Bildung, Gedenken und Forschung und Mitherausgeberin des Jahresberichts der Gedenkstätte Mauthausen. Zudem gehört sie dem Vorstand des Dokumentationsarchivs des österreichischen Widerstandes an.
Seit der Funktionsperiode 2023 bis 2028 ist sie Mitglied des Universitätsrates der Universität für künstlerische und industrielle Gestaltung Linz.
Barbara Glück lebt in Donnerskirchen im Burgenland.

## Kritik

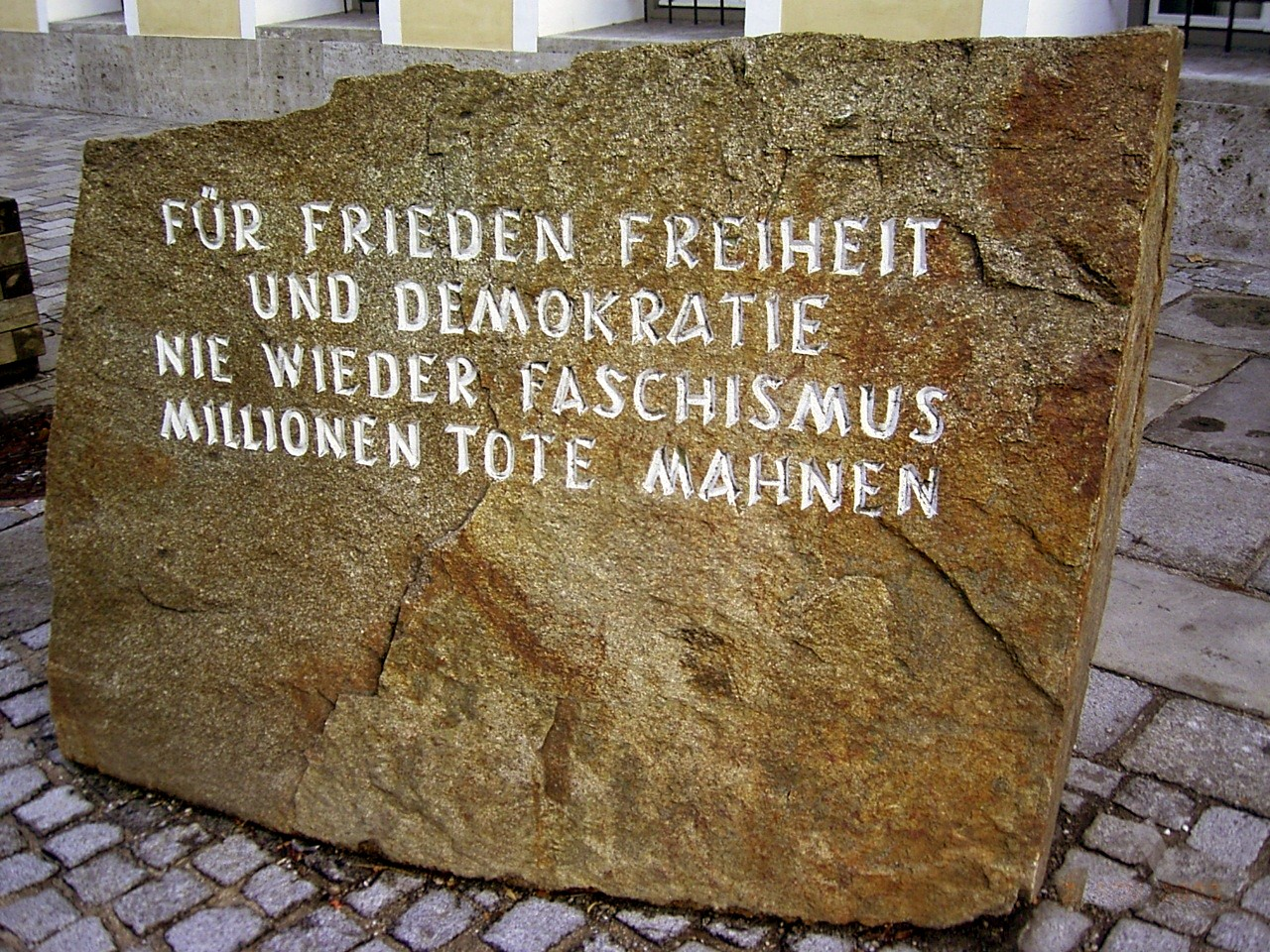
Der Mahnstein vor dem Geburtshaus Adolf Hitlers

Mit dem Wiener Historiker Oliver Rathkolb und dem ehemaligen Präsidenten des Verwaltungsgerichtshofs Clemens Jabloner ist Barbara Glück für die Beseitigung des von Bürgermeister Gerhard Skiba 1989 errichteten Mahnsteins vor dem Hitler-Geburtshaus in Braunau am Inn eingetreten. Der in St. Pantaleon im Bezirk Braunau lebende Schriftsteller Ludwig Laher hat in der Tageszeitung Der Standard kritisiert, „dass der Bund bei der Neugestaltung des Hitler-Geburtshauses in Braunau auf die Kunst des Verdrängens setzt.“ Laher beklagt darin, dass der Mahnstein „im Wiener Haus der Geschichte entsorgt werden“ soll, „als Reminiszenz an eine offenbar vergangene Zeit.“ Nach der von der SPÖ Braunau und den Omas gegen Rechts am 4. Juli 2020 organisierten Kundgebung hat der Braunauer Gemeinderat einstimmig den Verbleib des Mahnsteins beschlossen. Barbara Glück hatte diese Empfehlung als Mitglied der vom Bundesministerium für Inneres einberufenen „Experten-Kommission zum historisch korrekten Umgang mit dem Geburtshaus Adolf Hitlers“ ausgesprochen.

## Schriften
- Regionalgeschichte Korneuburg 1938–1955: innen- und aussenpolitische Entwicklungen (Ungedruckte Dissertation Universität Wien 2002).
- Die Reform des Gesundheitssystems in Österreich: das Gesundheitsprogramm der ÖVP von 2002 (Ungedruckte Dissertation Universität Wien 2003).
- Die Neugestaltung der KZ-Gedenkstätte Mauthausen. In: Die Zukunft der Erinnerung (= Dachauer Hefte 25). München 2009, S. 255–273
- Die Neugestaltung der KZ-Gedenkstätte Mauthausen. In: Forschungen zum Nationalsozialismus und dessen Nachwirkungen in Österreich, hrsg. vom Dokumentationsarchiv des Österreichischen Widerstandes. Wien 2012, S. 313–325 (PDF online)

## Auszeichnungen
- 2022: Marietta und Friedrich Torberg-Medaille[16]
- 2025: Goldenes Ehrenzeichen für Verdienste um die Republik Österreich[17]